# Dekohezja
Dekohezja - termin używany w inżynierii materiałowej, przy badaniach wytrzymałościowych na określenie zniszczenia. Dany materiał podczas badań (np. wytrzymałości na ściskanie, wytrzymałości na rozciąganie) ulega dekohezji (zniszczeniu) pod wpływem działających na niego sił, w momencie osiągnięcia maksymalnych wartości naprężenia dla danego materiału. Oznacza to, że zerwaniu ulegają wiązania wewnętrzne substancji materiału wynikające z oddziaływań międzycząsteczkowych.